# Telebasis lenkoi
Telebasis lenkoi – gatunek ważki z rodziny łątkowatych (Coenagrionidae). Znany tylko z miejsca typowego w stanie Mato Grosso w środkowo-zachodniej Brazylii.